# Desmia maculalis

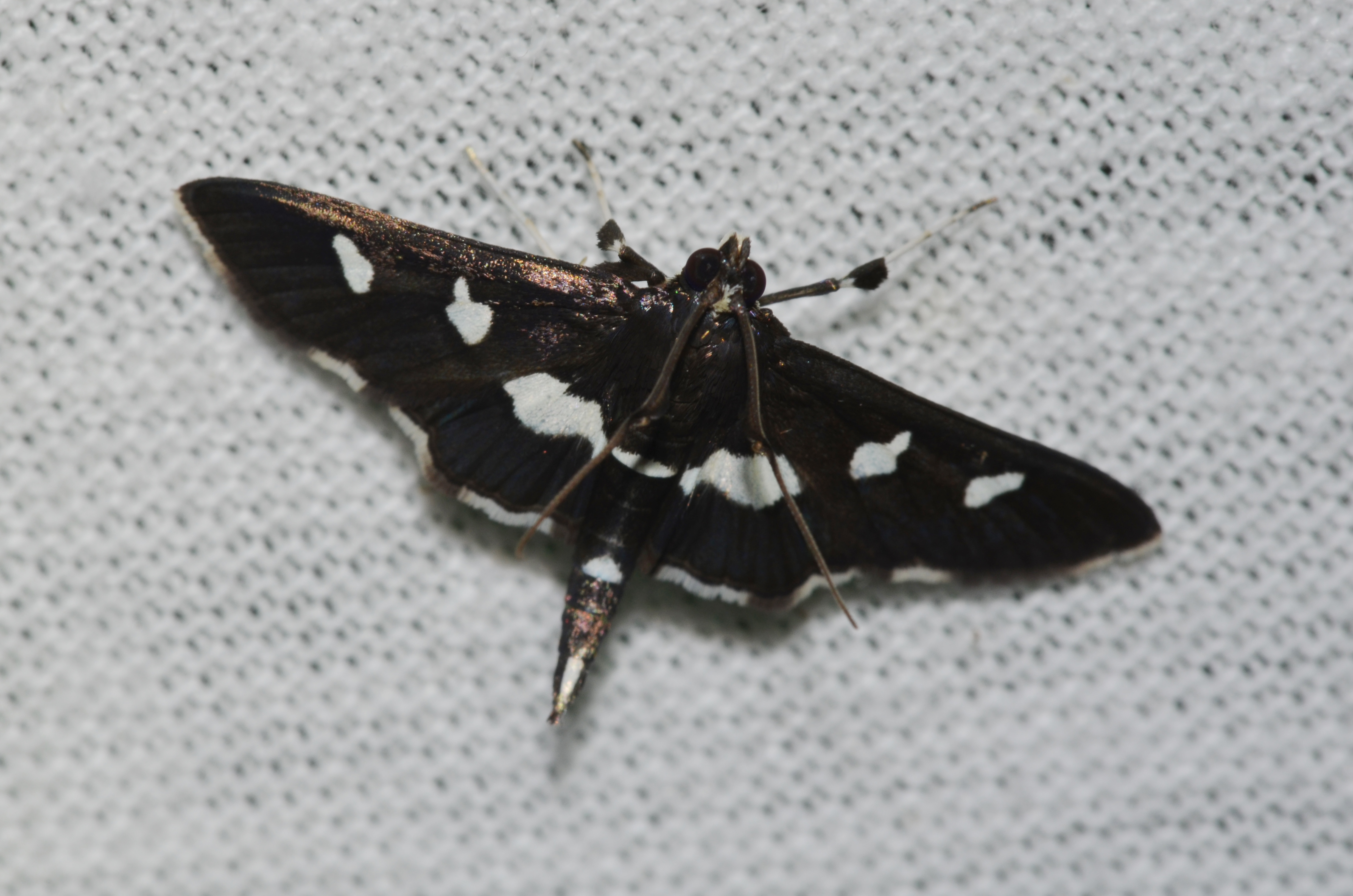
Desmia Maculalis

Desmia maculalis is een vlinder uit de familie van de grasmotten (Crambidae). De wetenschappelijke naam van deze soort is voor het eerst gepubliceerd in 1832 door John Obadiah Westwood.
Deze soort komt voor in de Verenigde Staten en in Canada.